# 余蔚平
余蔚平（1961年12月—），湖北武汉人。男，汉族。1985年8月参加工作，1984年3月加入中国共产党。湖北财经学院（现中南财经政法大学）财政金融系财政学专业毕业，中央财经大学财政学专业在职研究生学历。
1994年至2001年，历任财政部人事教育司高教处副处长、高教处处长、干部任免处处长。2001年，任财政部人事教育司副司长。2005年，任财政部人事教育司司长。2012年4月，任财政部部长助理、党组成员。2015年7月至2022年8月，任财政部副部长、党组成员。